# Stora Hjälmmossen
Stora Hjälmmossen är ett naturreservat i Finspångs kommun och Norrköpings kommun i Östergötlands län.
Området är naturskyddat sedan 2007 och är 103 hektar stort. Reservatet omfattar barrskogar, stora öppna mossar och skogbevuxna sumpskogar. I nordöstra delen ligger ett naturskogsartad äldre barrskogsområde. Höjderna är främst bevuxna med gamla tallar och nedanför dessa är det gran som dominerar.